# Regelbau 622

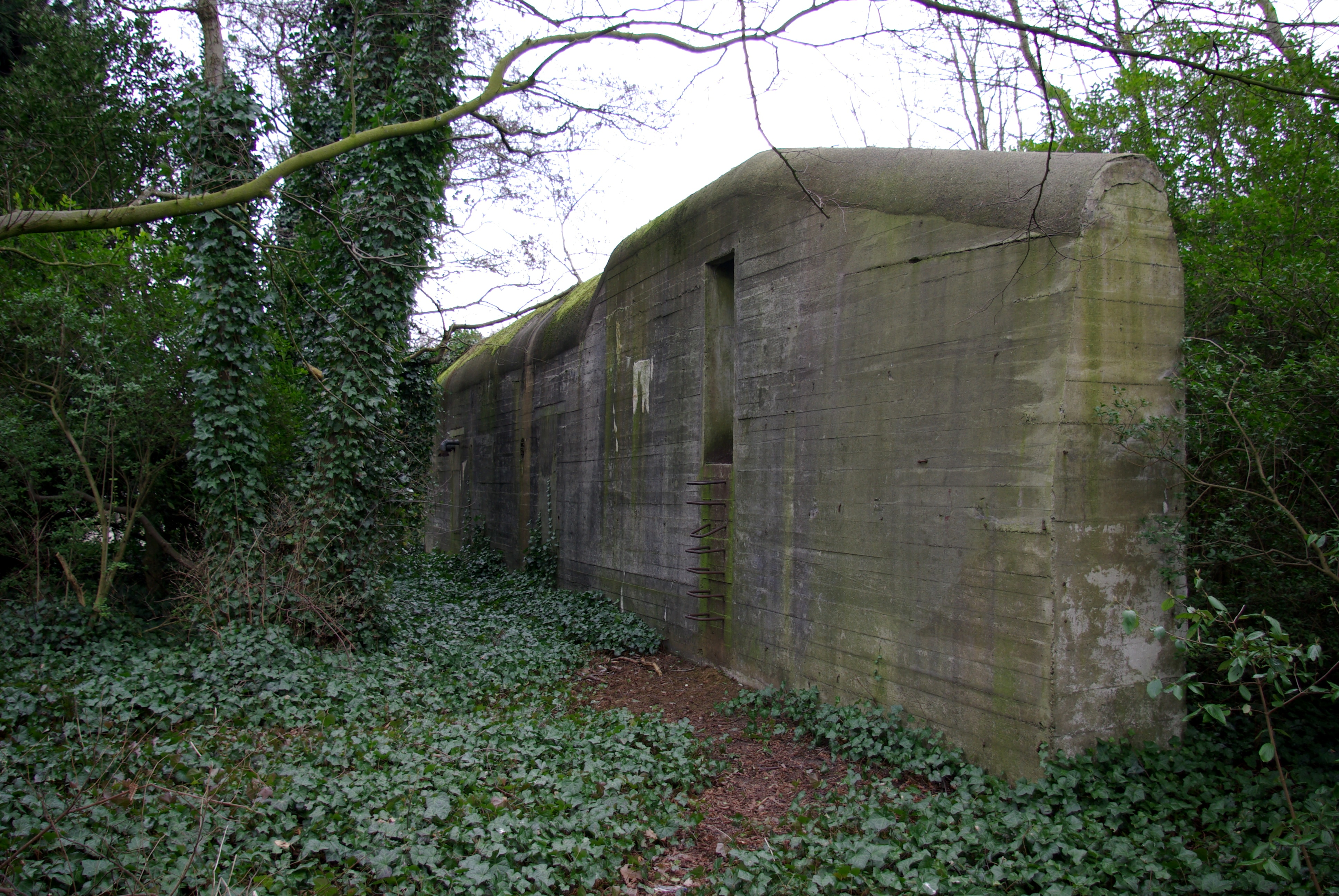
Casemate de type R622 en Hollande-Septentrionale

La casemate de type Regelbau 622 est une casemate répondant au norme Regelbau. Sa mission est de servir d'abri pour une vingtaine de soldats et de remplacer la casemate de type 502.

## Construction
Le modèle de casemate a été conçu à l’origine pour la Heer. Elle remplace progressivement le modèle 502 dans la seconde phase de construction du Mur de l’Atlantique. Elle peut accueillir vingt hommes.
Sa construction nécessite la coulée de 660 m3 de béton. Cela représente un poids de 33 tonnes.

## Architecture
Elle fait 11,50 m de long et 13,60 m de large. Les murs extérieurs font 2 m d'épaisseur.
Elle dispose de deux salles séparées et protégées de façon indépendante. Chacune de ces pièces dispose de son système de chauffage. Un couloir de circulation permet de faciliter la sortie depuis les deux salles. L'accès depuis l'extérieur peut se faire depuis l'extérieur par l'intermédiaire d'un escalier.
Elle est dotée d’une niche d’observation pouvant être installée indifféremment à droite ou a gauche des accès. Un périscope remplace le local d’observation du 502.

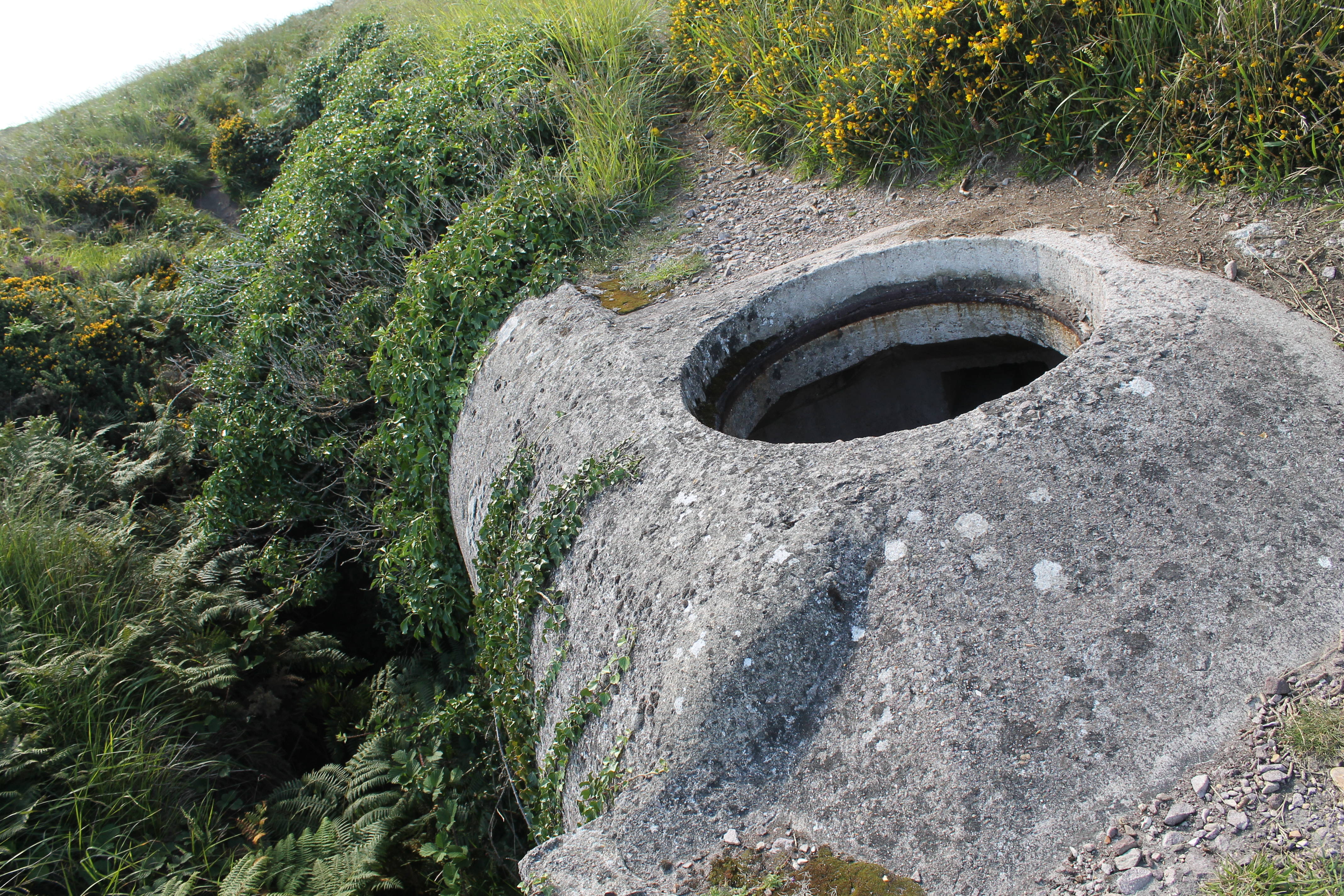
Photo du tobrouk présent sur une casemate regelbau 622 située au Cap Fréhel

Certains de ces abris disposent d'une citerne. L'équipement comprend en plus :
- un tobrouk ;
- deux puits d'antennes ;
- deux cheminées[5].

## Exemplaires
Environ 445 exemplaires de cette casemate ont été construits au Danemark.
En France, elle est présent dans les secteurs du Mur de l'Atlantique construit après l'été 1943. Des exemplaires sont présents à Blanquefort, Le Taillan, le château des Ducs de Bretagne à Nantes, Dondeneville et la presqu'île du Crozon,